# Universidade Nacional de Las Artes
Universidade Nacional das Artes (em espanhol: Universidad Nacional de las Artes, anteriormente conhecida como IUNA - Instituto Universitario Nacional del Arte) é uma universidade pública da Argentina, criada em 1993. A instituição foi formada como uma universidade colegiada, resultante da fusão de institutos de educação artística da cidade de Buenos Aires, que ocorreu em 1985 com o retorno da democracia na Argentina.
A universidade foi inicialmente administrada pelo DNEA (Dirección Nacional de Educación Artística), órgão responsável pela educação artística no país. Naquela época, os diplomas emitidos tinham a acreditação da Universidade de Buenos Aires (UBA). A incorporação da UNA reuniu várias instituições nacionais dedicadas ao ensino de Belas Artes, artes cênicas e formação de educadores artísticos.
Em 2014, a instituição foi renomeada para Universidade Nacional das Artes (UNA). Em inglês, a universidade é referida como National University of the Arts.
As origens da atual Universidade Nacional das Artes (UNA) remontam à fundação, em 1875, da Sociedade Nacional de Belas Artes, criada pelos pintores Eduardo Schiaffino, Eduardo Sívori e outros artistas. Essa organização foi reformulada em 1905, passando a se chamar Academia Nacional de Belas Artes. Em 1923, sob a liderança do pintor e acadêmico Ernesto de la Cárcova, a Academia foi incorporada como um departamento da Universidade de Buenos Aires, sendo renomeada como Escola Superior Nacional de Artes (ESNA).
Em 1927, foi criado o Museu de Reproduções e Escultura Comparativa. Em 1936, o diretor de teatro Antonio Cunill Cabanellas fundou o Instituto Nacional de Estudos Teatrais. Essas instituições de artes cênicas, juntamente com o Conservatório Nacional de Música Carlos López Buchardo, o Instituto Nacional de Educação Superior em Folclore, o Instituto Internacional de Educação Superior em Dança de Maria Ruanova e os Institutos Nacionais de Educação em Artes Liberais, foram unidas, formando a nova Universidade Nacional das Artes (Universidad Nacional de las Artes), oficializada em 1996 pelo Ministério da Educação da Argentina.

## Alunos notáveis
- Eduardo Arnosi, crítico musical, personalidade de rádio e escritor sobre música.[3]